# Pope County (Arkansas)
Das Pope County ist ein County im US-Bundesstaat Arkansas. Der Verwaltungssitz (County Seat) ist Russellville. Das County gehört zu den Dry Countys, was bedeutet, dass der Verkauf von Alkohol eingeschränkt oder verboten ist.

## Geographie
Das County liegt im mittleren Nordwesten von Arkansas und hat eine Fläche von 2152 Quadratkilometern, wovon 49 Quadratkilometer Wasserfläche sind. Es grenzt an folgende Countys:
| Newton County  |             | Searcy County    |
| Johnson County |             | Van Buren County |
| Logan County   | Yell County | Conway County    |

## Geschichte

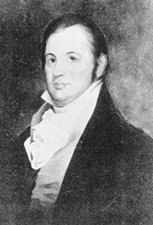
J. Pope

Das Pope County wurde am 2. November 1829 aus Teilen des Crawford County gebildet. Benannt wurde es nach John Pope (1770–1845), dem vierten Gouverneur des damaligen Arkansas-Territoriums (1829–1835).
Der erste weiße Siedler in diesem Gebiet war Major William L. Lovely, der hier einen Handelsposten für die Cherokee-Indianer einrichtete. Dwight Mission war die zweite Ansiedlung.

## Demografische Daten
Nach der Volkszählung im Jahr 2000 lebten im Pope County 54.469 Menschen; es wurden 20.701 Haushalte und 15.008 Familien gezählt. Die Bevölkerungsdichte betrug 26 Einwohner pro Quadratkilometer. Ethnisch betrachtet setzte sich die Bevölkerung zusammen aus 93,73 Prozent Weißen, 2,61 Prozent Afroamerikanern, 0,68 Prozent amerikanischen Ureinwohnern, 0,64 Prozent Asiaten, 0,03 Prozent Bewohnern aus dem pazifischen Inselraum und 0,93 Prozent aus anderen ethnischen Gruppen; 1,39 Prozent stammen von zwei oder mehr Ethnien ab. Unabhängig von der ethnischen Zugehörigkeit waren 2,06 Prozent der Bevölkerung spanischer oder lateinamerikanischer Abstammung.
Von den 20.701 Haushalten hatten 34,3 Prozent Kinder oder Jugendliche im Alter unter 18 Jahre, die mit ihnen zusammen lebten. 58,6 Prozent waren verheiratete, zusammenlebende Paare, 10,2 Prozent waren allein erziehende Mütter, 27,5 Prozent waren keine Familien. 23,0 Prozent aller Haushalte waren Singlehaushalte und in 9,1 Prozent lebten Menschen im Alter von 65 Jahren oder darüber. Die Durchschnittshaushaltsgröße lag bei 2,55 und die durchschnittliche Familiengröße bei 3,00 Personen.
25,5 Prozent der Bevölkerung waren unter 18 Jahre alt, 11,6 Prozent zwischen 18 und 24, 28,2 Prozent zwischen 25 und 44, 21,9 Prozent zwischen 45 und 64 und 12,7 Prozent waren 65 Jahre oder älter. Das Durchschnittsalter betrug 35 Jahre. Auf 100 weibliche kamen statistisch 96,4 männliche Personen und auf 100 Frauen im Alter von 18 Jahren und darüber kamen durchschnittlich 94,1 Männer.
Das jährliche Durchschnittseinkommen eines Haushalts betrug 32.069 USD, das Durchschnittseinkommen der Familien 39.055 USD. Männer hatten ein Durchschnittseinkommen von 29.914 USD, Frauen 19.307 USD. Das Prokopfeinkommen betrug 15.918 USD. 11,6 Prozent der Familien und 15,2 Prozent der Einwohner lebten unterhalb der Armutsgrenze.

## Kultur und Sehenswürdigkeiten

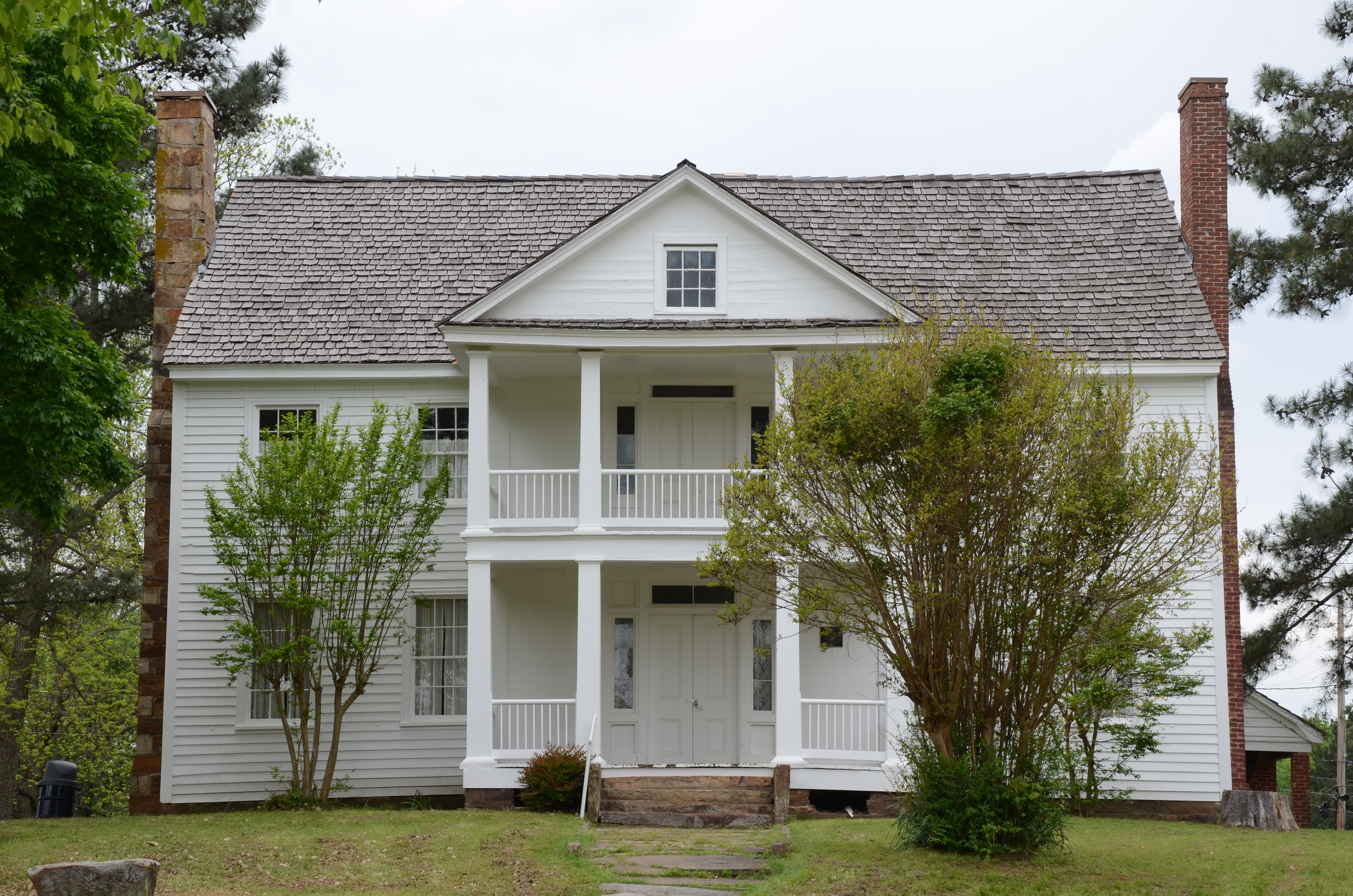
Potts Inn (2015). Dieses 1858 errichtete Gasthaus wurde im Juni 1970 als erstes Objekt des County in das NRHP aufgenommen.

39 Bauwerke, Stätten und historische Bezirke (Historic Districts) des Countys sind im National Register of Historic Places („Nationales Verzeichnis historischer Orte“; NRHP) eingetragen (Stand 1. Juli 2022), darunter mehrere archäologische Fundstätten, vier Historic Districts und mehrere Gebäude der Arkansas Tech University.

## Orte im Pope County
| Citys - Atkins - Dover - London - Russellville | Towns - Hector - Pottsville |

Unincorporate Communities
| - Appleton - Augsburg - Blackwell | - Nogo - Pelsor - Tilly |

weitere Orte
- Bernice
- Bethel
- Bullfrog Valley
- Buttermilk
- Caglesville
- Center Valley
- Economy
- Galla Rock
- Georgetown
- Happy Bend
- Holla Bend
- Lost Corner
- Mars Hill
- Mill Creek
- Moreland
- New Hope
- Norristown
- North Dardanelle
- Oak Grove
- Piney
- Pleasant Valley
- Raspberry
- Retta
- Ross
- Sand Gap
- Scotia
- Scottsville
- Shiloh
- Silex
- Simpson
- Smyrna
- Solo
- Tag
- Treat
- Victor
- Welcome
- Wilson
- Worthen

Townships
- Bayliss Township
- Burnett Township
- Center Township
- Clark Township
- Convenience Township
- Dover Township
- Freeman Township
- Galla Township
- Griffin Township
- Gum Log Township
- Illinois Township
- Jackson Township
- Liberty Township
- Martin Township
- Moreland Township
- Phoenix Township
- Smyrna Township
- Valley Township
- Wilson Township